# بینگو (شهر)

بینگو شهری در شهرستان بینگو در استان بولکیمدی در بورکینافاسوی غربی مرکزی است جمعیت آن ۲۱۱۱ نفر است. این شهر مرکز بخش بینگو است.